# Agathosma salina
Agathosma salina är en vinruteväxtart som beskrevs av Eckl. & Zeyh.. Agathosma salina ingår i släktet Agathosma och familjen vinruteväxter. Inga underarter finns listade i Catalogue of Life.